# Lago del Turano
Il lago del Turano (anche detto lago di Posticciola) è un lago artificiale situato in provincia di Rieti (Sabina orientale), nel Lazio, ai margini occidentali della riserva naturale Monte Navegna e Monte Cervia.

## Descrizione

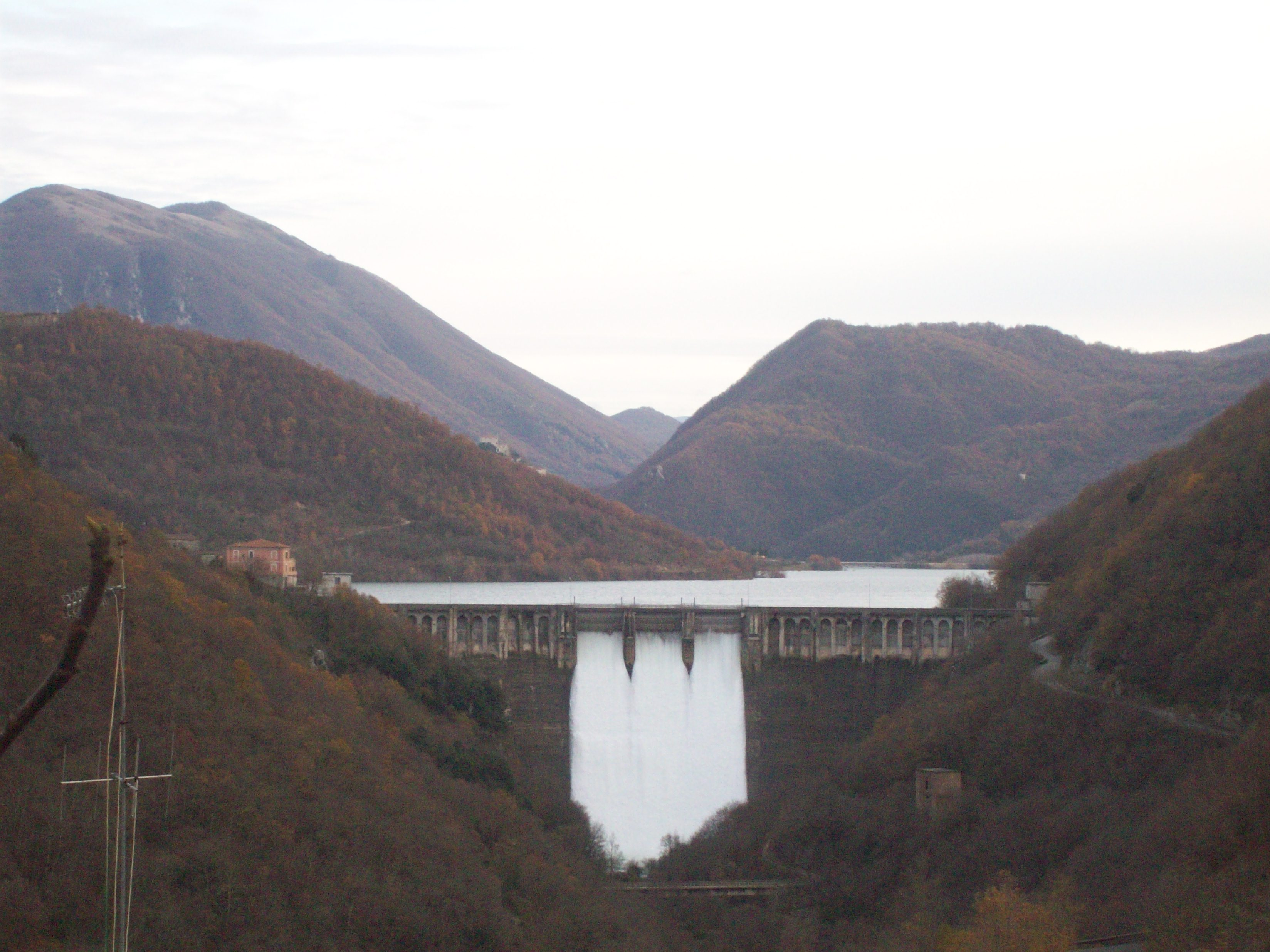
La diga del Turano

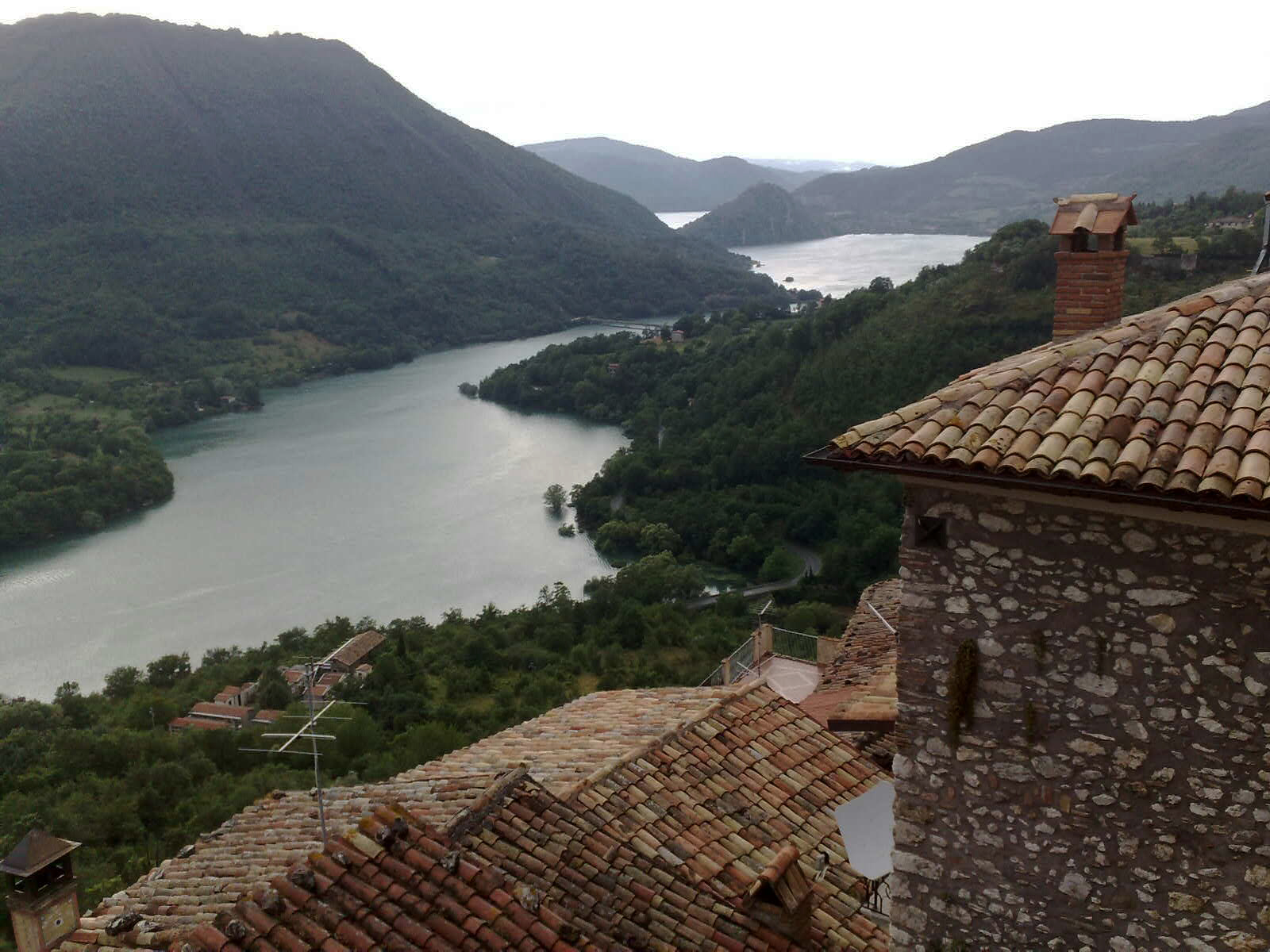
L'estremità meridionale del lago fotografata da Paganico Sabino

Posto a 536 m sul livello del mare lungo il corso del fiume Turano, il lago è lungo una decina di chilometri scarsi ed ha un perimetro di circa 36 km.
Il bacino è di origine artificiale: fu realizzato nel 1939, con la costruzione della diga del Turano nei pressi dell'abitato di Posticciola e di Stipes, allo scopo di produrre energia idroelettrica e di evitare che le piene del fiume inondassero la Piana di Rieti. Il vicino lago del Salto, anch'esso artificiale, fu realizzato contemporaneamente; i due laghi sono collegati da una galleria sotterranea lunga 9 km e insieme alimentano la centrale idroelettrica di Cotilia (situata a Cittaducale), parte del nucleo idroelettrico di Terni di Enel Green Power, che rilascia poi le acque nel Velino a monte della città di Rieti.
Il lago si distende ai piedi del monte Navegna (1506 m), una riserva naturale coperta di boschi, ed è caratterizzato dalla presenza sulle sue rive di antichi paesi e castelli che si specchiano nelle limpide acque. A metà del lago si fronteggiano infatti, il primo su una penisola e l'altro su un cocuzzolo roccioso, i due centri abitati di Colle di Tora e di Castel di Tora, i cui nomi furono cambiati nel 1864 a ricordo dell'antica città sabina di Tora. Recente è la scoperta di una necropoli romana di età imperiale (200 d.C. circa) proprio nei pressi del paese di Castel di Tora. Gli altri paesi che si affacciano sul lago sono Ascrea e Paganico Sabino.

## Cinema

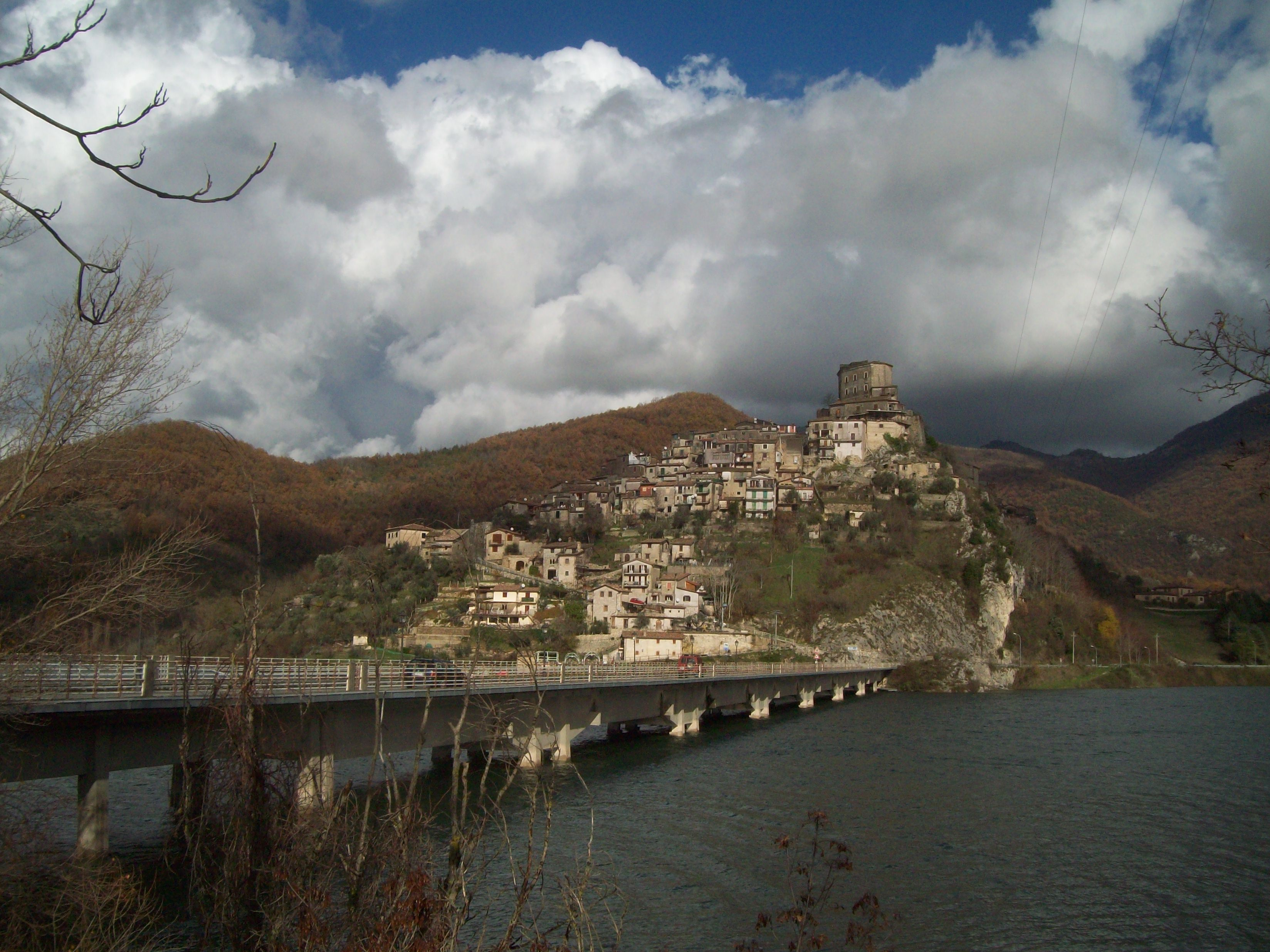
Castel di Tora con il ponte della strada provinciale Turanense

Il Turano è stato utilizzato più volte come location cinematografica: il lago è infatti protagonista del film Il santo patrono (1972) di Bitto Albertini, dove recita Lucio Dalla nella parte del parroco Don Arcadio. Il film è stato girato per la maggior parte a Colle di Tora. L'antico borgo medievale di Antuni è stato invece protagonista del film Il cielo è vicino (1954) di Enrico Pratt.
Al lago del Turano sono state inoltre girate alcune scene dei film La collina degli stivali (1969) diretto da Giuseppe Colizzi, A tu per tu (1984) di Sergio Corbucci, Francesco (1989) di Liliana Cavani, Il viaggio della sposa (1997) di Sergio Rubini, Questione di cuore (2009) di Francesca Archibugi, Un fiore perEnne (2017) di Tonino Abballe ed Erika Marconi, Il vegetale (2018) di Gennaro Nunziante, Mio fratello, mia sorella (2021) di Roberto Capucci, Orlando (2022) di Daniele Vicari e Pantafa (2023) di Emanuele Scaringi.

## Televisione
Al lago del Turano sono state girate diverse scene di sceneggiati televisivi, tra cui Al di là del lago (2010) diretto da Raffaele Mertes e il secondo episodio della seconda stagione di Non lasciamoci più (2001) con Fabrizio Frizzi e Debora Caprioglio, nonché diversi spot pubblicitari. Recentemente il lago è stato protagonista di uno sketch del comico Maccio Capatonda pubblicato su YouTube.

## Musica
Il lago del Turano è protagonista del videoclip di Petrolio, brano del rapper di XFactor Cranio Randagio, e di alcune scene dei videoclip dei brani Ovunque tu sia di Ultimo e de Il tuo amico di sempre di Sergio Cammariere.

## Sport

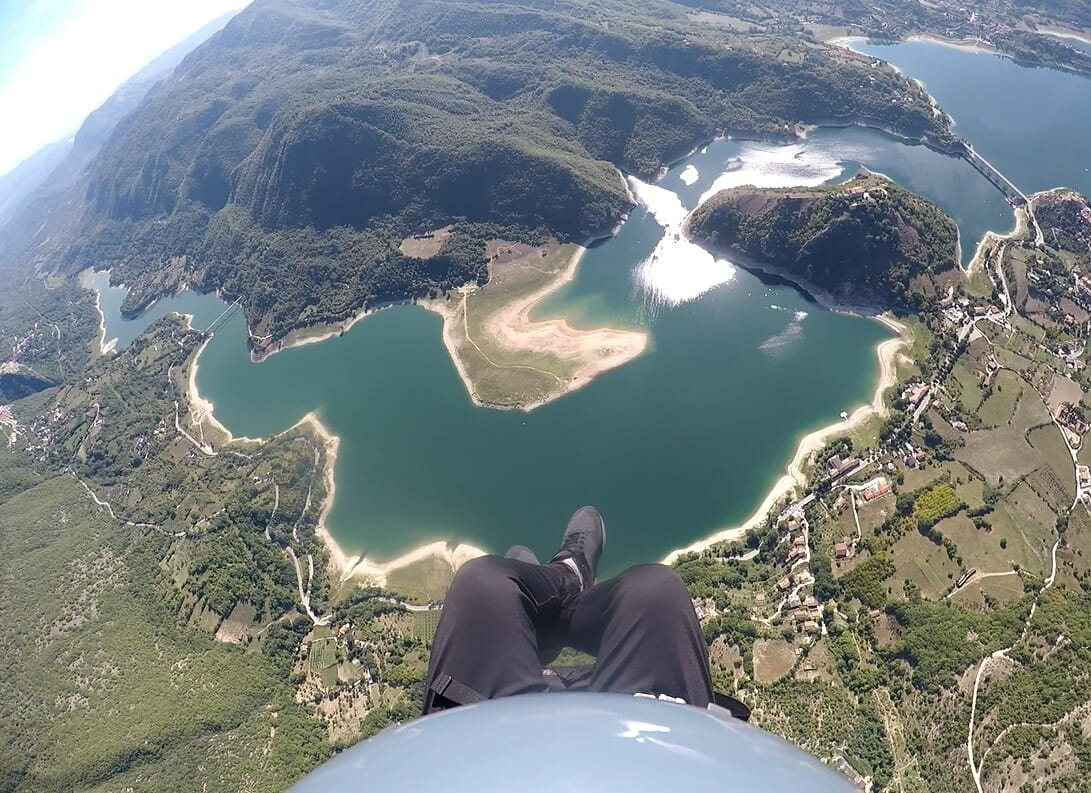
vista del lago dal parapendio

Nell'area del lago sono praticati, oltre a sport acquatici come vela, SUP, kayak, l'escursionismo-trekking grazie alla rete sentieristica della Riserva Naturale Regionale "Navegna-Cervia", l'enduro, il ciclismo e dal 2017 alcuni piloti hanno iniziato a sorvolare il lago con il parapendio acrobatico.

## Infrastrutture e trasporti

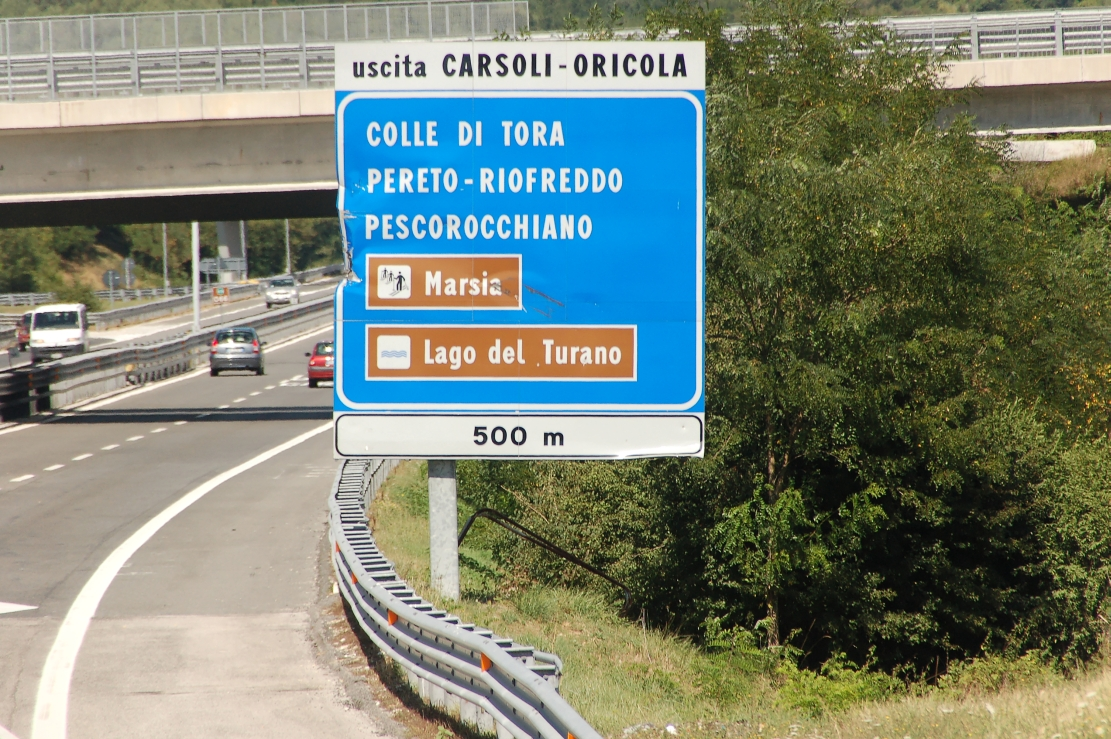
Il casello di Carsoli sull'A24

Il lago è costeggiato per tutta la sua lunghezza dalla strada provinciale n. 34 "Turanense", dorsale dell'intera valle del Turano, che segue dapprima la costa occidentale, poi attraversa il bacino all'altezza di Castel di Tora, e poi ne segue la costa orientale; la strada collega il lago da un lato al capoluogo Rieti e dall'altro a Carsoli (Abruzzo).
Carsoli è il principale punto d'accesso al lago per chi proviene da Roma, grazie allo svincolo dell'autostrada A24 e alla stazione della ferrovia Roma-Pescara.
Inoltre la provinciale n. 66 "Intervalliva" collega il lago a Poggio Moiano-Osteria Nuova, e quindi alla Via Salaria.

## Note

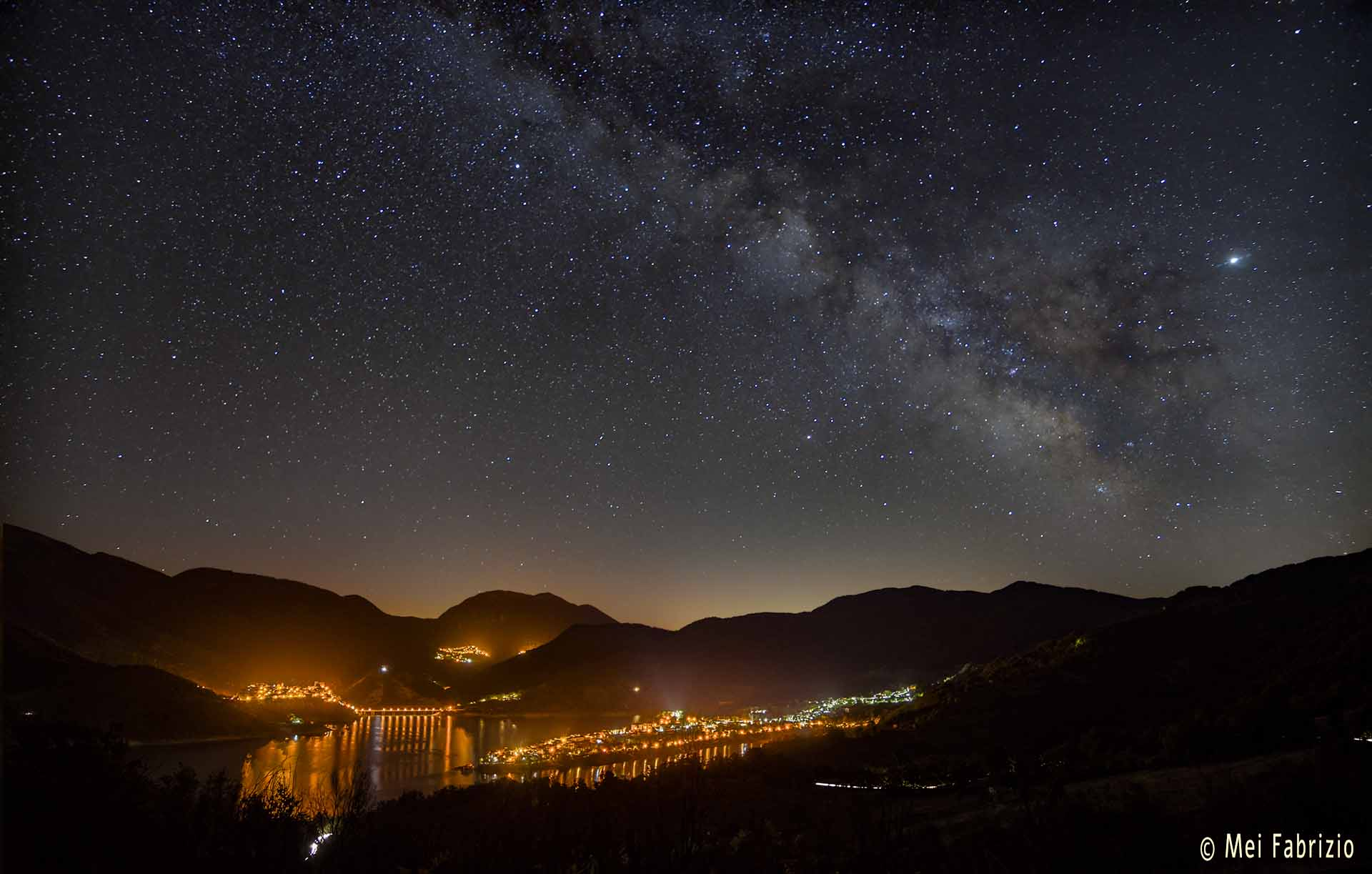
Via Lattea sul Lago del Turano